# Alice Petrén
Ida Alice Caroline Petrén, född 6 februari 1954 i Oscars församling i Stockholm, är en svensk journalist och utrikeskorrespondent vid Sveriges Radio med uppdrag att bevaka migration- och flyktingfrågor. Hon var tidigare under drygt nio år Paris- och Sydeuropakorrespondent och har även varit korrespondent i Asien, Östeuropa och New York.

## Biografi
Petrén är dotter till regeringsrådet Gustaf Petrén (1917–1990) och socionomen Mary Anne, född Jakobsson (1919–1986). Hon är civilekonom med examen avlagd vid Handelshögskolan i Stockholm. Hon är vidare utbildad vid Journalisthögskolan i Stockholm. Hon har också läst litteraturvetenskap och franska vid Stockholms universitet. Hon har arbetat på UD, Exportkreditnämnden och Sveriges Riksbank. Mellan 1987 och 1989 arbetade hon med vatten- och miljöhälsofrågor på FN-organet WHO – Världshälsoorganisationen i Genève.
Hon arbetade som ekonomireporter på Veckans Affärer och senare på Sveriges Radios Ekoredaktion som chef för Ekots ekonomigrupp, miljöreporter, redaktionssekreterare och utrikesreporter. Mellan 1998 och 2000 var hon programledare för Mosaik på SVT. 
För läsåret 2008–2009 tilldelades Alice Petrén en gästprofessur i utrikesjournalistik vid Högskolan i Kalmar. 
På frivillig basis har Alice Petrén engagerat sig för press- och yttrandefrihet. Hon var mellan 2000 och 2004 ordförande för Reportrar utan gränser i Sverige. Inom Liv- och Fredsinstitutets utvecklingsprogram i Kongo-Brazzaville har hon i flera omgångar lett kurser för kongolesiska journalister.
Under åren på Handelshögskolan satt hon i ledningen för den internationella praktikorganisationen AIESEC. Under 2000-talet har hon varit mentor för kvinnliga studenter inom Handelshögskolans mentorprogram. 
Hon är författare till boken Made in France. Stolthet och nationalism, som gavs ut våren 2015, och till Terroristen i Toulouse. Frankrikes algeriska historia, som gavs ut 2017.